# Traveling Wilburys
Traveling Wilburys var en amerikansk/brittisk supergrupp bildad 1988 av vännerna Bob Dylan, George Harrison, Jeff Lynne, Roy Orbison och Tom Petty, och verksam fram till 1990.

## Historik
Från början skulle gruppen bara göra B-sidan till en singel åt George Harrison, men när skivbolaget hörde låten "Handle with Care", insåg man att den var för bra för att slösas bort som bara en B-sida på en singel. Istället spelade man snabbt in ett helt album på bara ett par veckor, Traveling Wilburys Vol. 1, vilket blev en stor kommersiell framgång och nominerades till en Grammy för årets album. Singlarna "Handle with Care" och "End of the Line" klättrade högt upp på listorna. Kort efter att albumet givits ut avled Roy Orbison. Det andra albumet, Traveling Wilburys Vol. 3 från 1990, nådde inte samma framgångar som sin föregångare.
Musiken påminner inte oväntat mycket om vad artisterna tidigare gjort var för sig, men den är mer lekfull och har riktigt uppsluppna texter. På albumen är de inte listade med sina riktiga namn, utan de hittade på egna alias varje gång. En av låtarna, "Tweeter and the Monkey Man" (som skrevs av Dylan), innehåller många referenser till Bruce Springsteens låtar.

## Medlemmar
Bandet använde sig av olika pseudonymer för respektive album:
The Traveling Wilburys Vol. 1
- Nelson Wilbury – George Harrison
- Otis Wilbury – Jeff Lynne
- Lefty Wilbury – Roy Orbison
- Charlie T. Jr. – Tom Petty
- Lucky Wilbury – Bob Dylan

The Traveling Wilburys Vol. 3
- Spike Wilbury – George Harrison
- Clayton Wilbury – Jeff Lynne
- Muddy Wilbury – Tom Petty
- Boo Wilbury – Bob Dylan

Övriga pseudonymer för Traveling Wilburys på samlingsalbumet år 2007
- Buster Sidebury – Jim Keltner
- Ayrton Wilbury – Dhani Harrison

## Diskografi

### Studioalbum
- Traveling Wilburys Vol. 1 (1988)
- Traveling Wilburys Vol. 3 (1990)

### Samlingsalbum
- Traveling Wilburys Collection (2007)

### Singlar
- "Handle with Care" / "Margarita" (1988)
- "End of the Line" / "Congratulations" (1989)
- "Heading for the Light" / "Rattled" (1989)
- "Handle with Care" / "End of the Line" (1989) "Back To Back Hits"
- "Nobody's Child" / (B-sida: Non-Traveling Wilburys track) (1990)
- "She's My Baby" / "New Blue Moon" (instrumental version) (1990)
- "Wilbury Twist" / "New Blue Moon" (instrumental version) (1991)
- "Inside Out" / "New Blue Moon" (instrumental version) (1991)
- "Handle with Care" / "Handle with Care" (extended version) (2007)

### Fotnoter
1. ↑  läs online, www.grammy.com , läst: 25 september 2022.[källa från Wikidata]
2. ↑  ”Rock'n'roll-världen sörjer Tom Petty” (på svenska). Ystads allehanda. 3 oktober 2017. http://www.ystadsallehanda.se/noje/tom-petty-ar-dod-2/. Läst 20 oktober 2017.